# Lijst van voetbalinterlands Cambodja - Taiwan
Deze lijst van voetbalinterlands is een overzicht van alle officiële voetbalwedstrijden tussen de nationale teams van Cambodja en Taiwan (Chinees Taipei). De landen hebben tot op heden vijf keer tegen elkaar gespeeld. De eerste ontmoeting vond plaats op 23 augustus 1964 tijdens een vriendschappelijk toernooi in Kuala Lumpur (Maleisië). Het laatste duel, eveneens een vriendschappelijke wedstrijd, werd gespeeld in Phnom Penh op 11 oktober 2024.

## Wedstrijden
| № | Plaats       | Datum            | Competitie                 | Wedstrijd                 | Uitslag |
| - | ------------ | ---------------- | -------------------------- | ------------------------- | ------- |
| 1 | Kuala Lumpur | 23 augustus 1964 | Vriendschappelijk          | Chinees Taipei − Cambodja | 4 − 0   |
| 2 | Taipei       | 8 oktober 2014   | Vriendschappelijk          | Chinees Taipei − Cambodja | 0 − 2   |
| 3 | Kaohsiung    | 2 juni 2016      | Azië Cup 2019 kwalificatie | Chinees Taipei − Cambodja | 2 − 2   |
| 4 | Phnom Penh   | 7 juni 2016      | Azië Cup 2019 kwalificatie | Cambodja − Chinees Taipei | 2 − 0   |
| 5 | Phnom Penh   | 11 oktober 2024  | Vriendschappelijk          | Cambodja − Chinees Taipei | 3 − 2   |

## Samenvatting
| Competitie            | Totaal gespeeld | Winst Cambodja | Gelijk | Winst Chinees Taipei | Doelsaldo Cambodja – Chinees Taipei |
| --------------------- | --------------- | -------------- | ------ | -------------------- | ----------------------------------- |
| Azië Cup-kwalificatie | 2               | 1              | 1      | 0                    | 4 − 2                               |
| Vriendschappelijk     | 3               | 2              | 0      | 1                    | 5 − 6                               |
| Totaal                | 5               | 3              | 1      | 1                    | 9 − 8                               |

Wedstrijden bepaald door strafschoppen worden, in lijn met de FIFA, als een gelijkspel gerekend.
FFC · Cambodjaans vrouwenelftal
Afghanistan ·
Australië ·
Bahrein ·
Bangladesh ·
Bhutan ·
Brunei ·
China ·
Equatoriaal-Guinea ·
Filipijnen ·
Guam ·
Guinee ·
Guyana ·
Hongkong ·
India ·
Indonesië ·
Irak ·
Iran ·
Japan ·
Jemen ·
Jordanië ·
Kirgizië ·
Koeweit ·
Laos ·
Libanon ·
Macau ·
Malediven ·
Maleisië ·
Mongolië ·
Myanmar ·
Nepal ·
Noord-Korea ·
Oezbekistan ·
Oost-Timor ·
Pakistan ·
Palestina ·
Qatar ·
Saoedi-Arabië ·
Singapore ·
Sri Lanka ·
Syrië ·
Tadzjikistan ·
Taiwan ·
Thailand ·
Turkmenistan ·
Vietnam ·
Zuid-Korea ·
Zuid-Vietnam
CTFA ·
Bondscoaches ·
vrouwenvoetbalelftal ·
Topscorers
Afghanistan ·
Australië ·
Bahrein ·
Bangladesh ·
Brunei ·
Cambodja ·
Fiji ·
Filipijnen ·
Grenada ·
Guam ·
Hongkong ·
India ·
Indonesië ·
Irak ·
Iran ·
Israël ·
Japan ·
Jordanië ·
Kenia ·
Kirgizië ·
Koeweit ·
Laos ·
Macau ·
Maleisië ·
Mongolië ·
Myanmar ·
Nepal ·
Nieuw-Zeeland ·
Noord-Korea ·
Oezbekistan ·
Oman ·
Oost-Timor ·
Pakistan ·
Palestina ·
Panama ·
Saint Kitts en Nevis ·
Salomonseilanden ·
Saoedi-Arabië ·
Singapore ·
Sri Lanka ·
Syrië ·
Thailand ·
Trinidad en Tobago ·
Turkmenistan ·
Vietnam ·
Zuid-Korea ·
Zuid-Vietnam